# Nederrijn

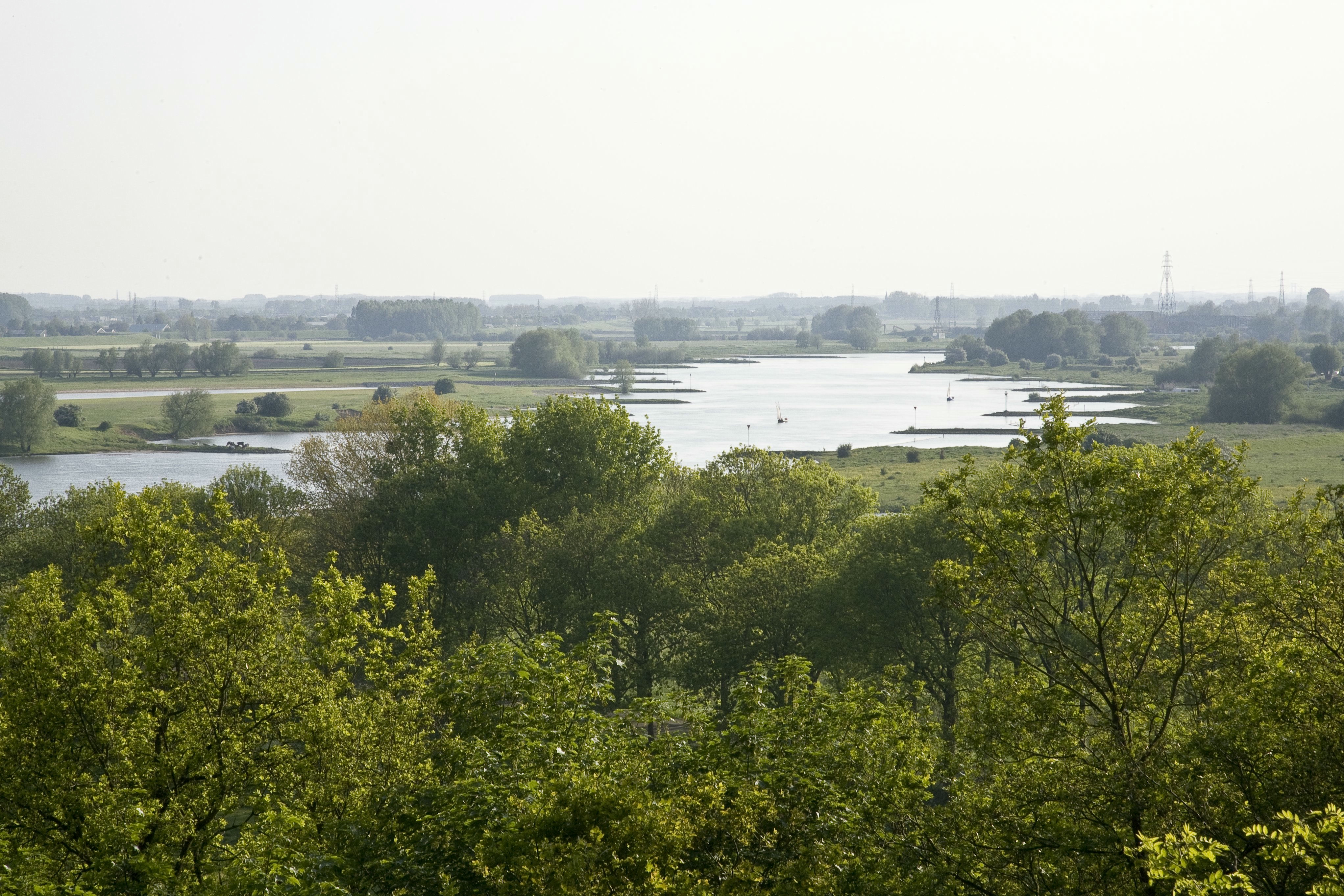
Nederrijn bij Wageningen

De Nederrijn is een Nederlandse rivier en de tak van de Rijn die, vanaf Angeren, de voortzetting vormt van het Pannerdensch Kanaal. Bij het gemaal Kandia, aan de overzijde van Angeren, komt de Oude Rijn in het gebied. Dit was voor de aanleg van het Pannerdensch kanaal de hoofdloop van de Nederrijn. Vanaf Wijk bij Duurstede wordt de hoofdstroom Lek genoemd en de oude stroom Kromme Rijn.

## Historie
In 1530 werd onder heerschappij van Karel van Gelre de Rijn bij Arnhem verlegd tot vlak langs de stad; een project dat in 1536 werd afgerond. De stad, die zijn ontstaan dankt aan de St. Jansbeek en de andere zes sprengbeken die Arnhem rijk is, kon zich aan de Rijnoever nog beter ontwikkelen maar wist zich door een ligging direct aan de rivier ook beter te verdedigen tegen de Spaanse dreiging.
Vroeger begon de Nederrijn enkele kilometers verder stroomopwaarts dan tegenwoordig het geval is, en vormde de toenmalige splitsing tussen Nederrijn en Waal een bron van overstromingen en ellende. Het probleem is opgelost door het graven van het Pannerdensch Kanaal en het afdammen van de bovenloop van de Nederrijn (de tegenwoordige Oude Rijnstrangen).

## Waterhuishouding
Om de verdeling van waterafvoer tussen de verschillende takken van de Rijn te regelen zijn er in de Nederrijn en Lek drie stuwen gebouwd, namelijk de sluis- en stuwcomplexen van Driel, Amerongen en Hagestein. Als de stuwen dicht staan is de stroomsnelheid in de Nederrijn vrij laag en wordt het meeste water door de IJssel afgevoerd. Toch wordt ook in dit geval een debiet van 25 m³/s gehandhaafd, voor de nodige verversing van de Nederrijn/Lek benedenstrooms. Als de stuwen open staan, kan het debiet van de Nederrijn stijgen tot ongeveer 500 m³/s.

## Natuurontwikkeling
Aan het eind van de twintigste eeuw werden, naar aanleiding van Plan Ooievaar uit 1987, de eerste initiatieven ontplooid voor herstel van de karakteristieke riviernatuur langs de Rijntakken. Een voorbeeld hiervan was het project 'Noordoever Nederrijn'. Dit omvatte de noordelijke oevers van de Nederrijn van Arnhem tot aan de stuw bij Amerongen, een afstand van circa 40 kilometer. Door natuurontwikkeling in de uiterwaarden ontstond een gevarieerd landschap met moerassen, bloemrijke graslanden, geulen, plassen en ooibossen met planten en dieren die daar thuishoren. Een ander belangrijk aspect van het project was het herstel van de ecologische relatie tussen de droge natuur van de stuwwallen (Veluwe en Utrechtse Heuvelrug) en de natte natuur langs de Nederrijn. Een voorbeeld is de ontwikkeling van natuurgebied Blauwe Kamer.

## Scheepvaart
Op de rivier is de Akte van Mannheim van kracht, in de huidige versie: "Verdrag van 20 november 1963 ter herziening van de op 17 oktober 1868 ondertekende Herziene Rijnvaartakte". Het betekent speciaal geschreven regelgeving. Die regelt onder andere:
- vrijheid van scheepvaart,
- gelijke behandeling van alle schepen en schippers,
- vrijstelling van belastingen die met de scheepvaart samenhangen,
- vereenvoudiging van de douaneafhandeling,
- verplichting voor de staten de rivier te verbeteren en te onderhouden,
- uniforme voorschriften met betrekking tot de veiligheid van schip en scheepvaart,
- gemeenschappelijke rechtspraak voor scheepvaartzaken en Rijnvaartrechtbanken,
- bezwaarschriftprocedure bij de Centrale Commissie met betrekking tot het naleven van de Akte van Mannheim en de uitvoeringsbepalingen.

## Oeververbindingen
Bruggen over de Nederrijn zijn er bij Arnhem (spoorbrug en drie verkeersbruggen), bij Heteren (A50) en bij Rhenen. Veerponten voor groot verkeer zijn er bij Huissen, Wageningen (Lexkesveer), Opheusden, Elst en Amerongen. Veerponten voor wandelaars en fietsen zijn er tussen Driel en Heveadorp (het Drielse Veer), tussen Renkum en Heteren (het Renkumse veer) en tussen Rhenen en Lienden (het Rhenense Veer).
Voor overzichten:

## Andere betekenissen
De benaming Nederrijn (Duits:Niederrhein) heeft in Duitsland meerdere betekenissen.
- Enerzijds wordt de benedenloop van de rivier de Rijn in de laagvlakte vanaf Bonn tot aan de Nederlandse grens bij Emmerik bedoeld.
- De term wordt daarnaast algemeen gebruikt om daar de betreffende regio mee aan te duiden, zoals in: luchthaven Niederrhein. Men noemt dit 'het Nederrijngebied' of ook 'de regio Nederrijn'.

## Galerij

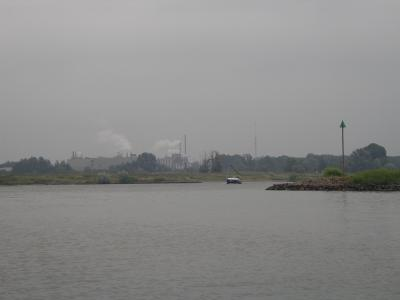
Nederrijn bij Renkum
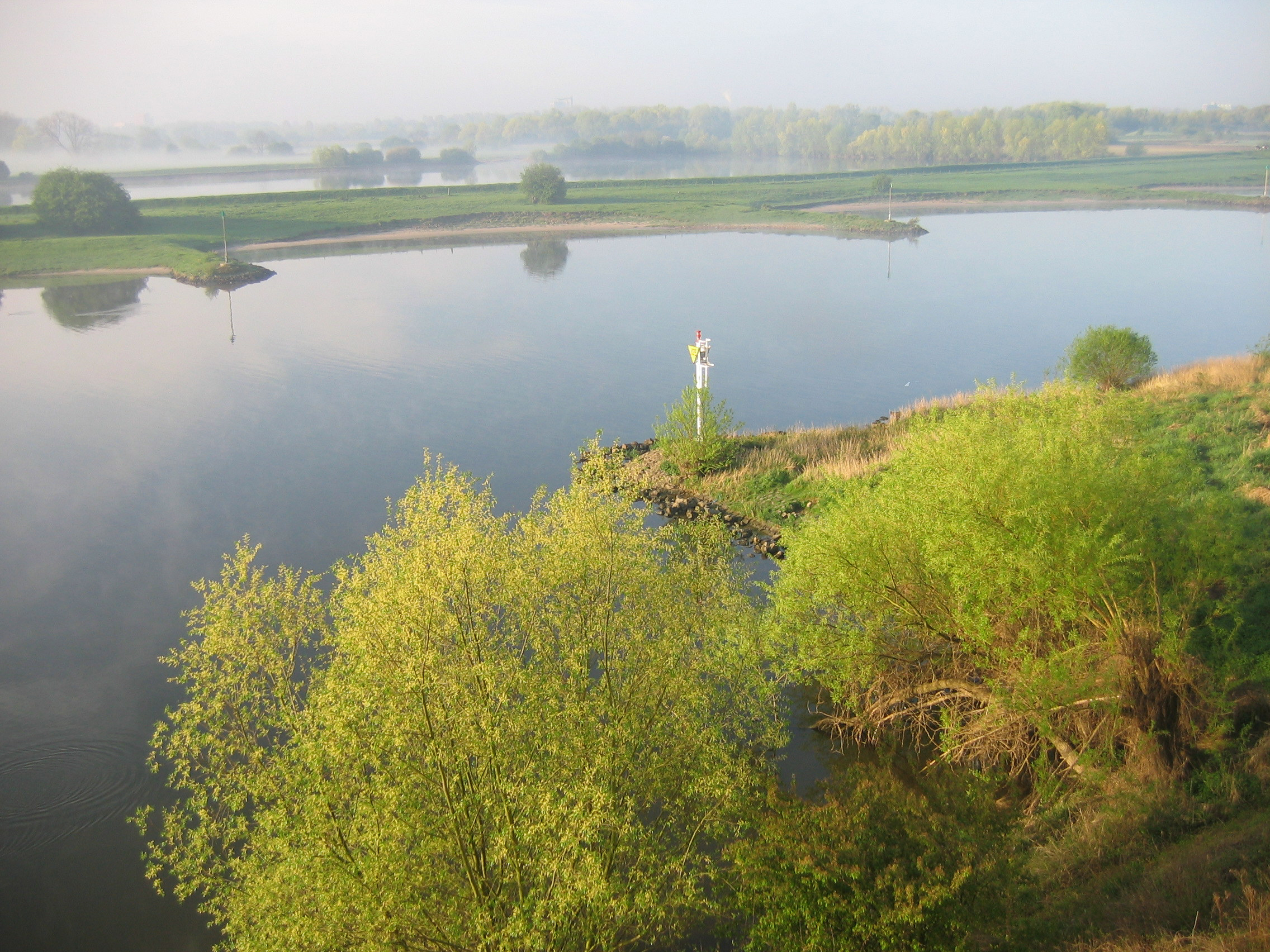
Nederrijn bij Arnhem
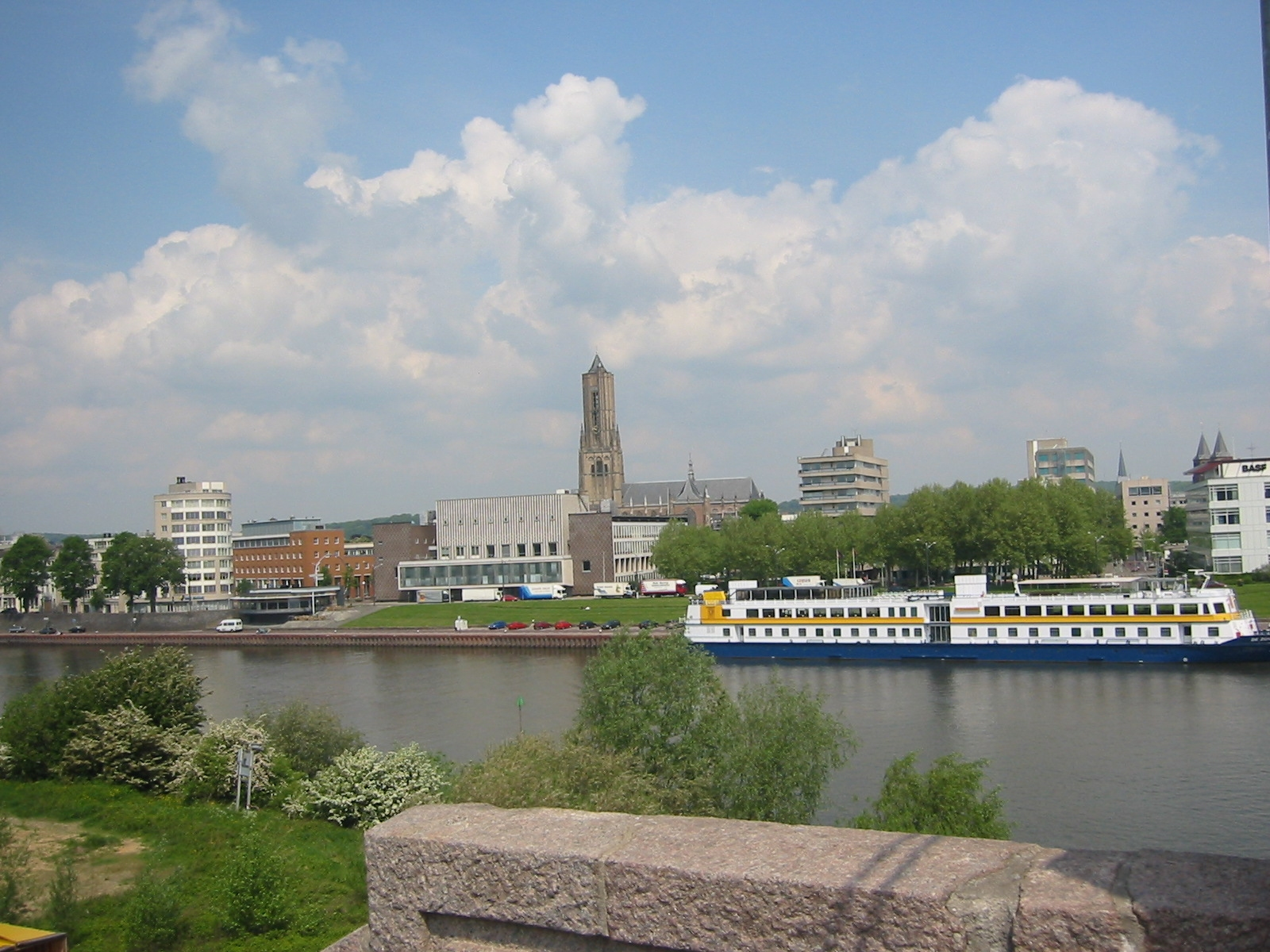
Nederrijn bij Arnhem
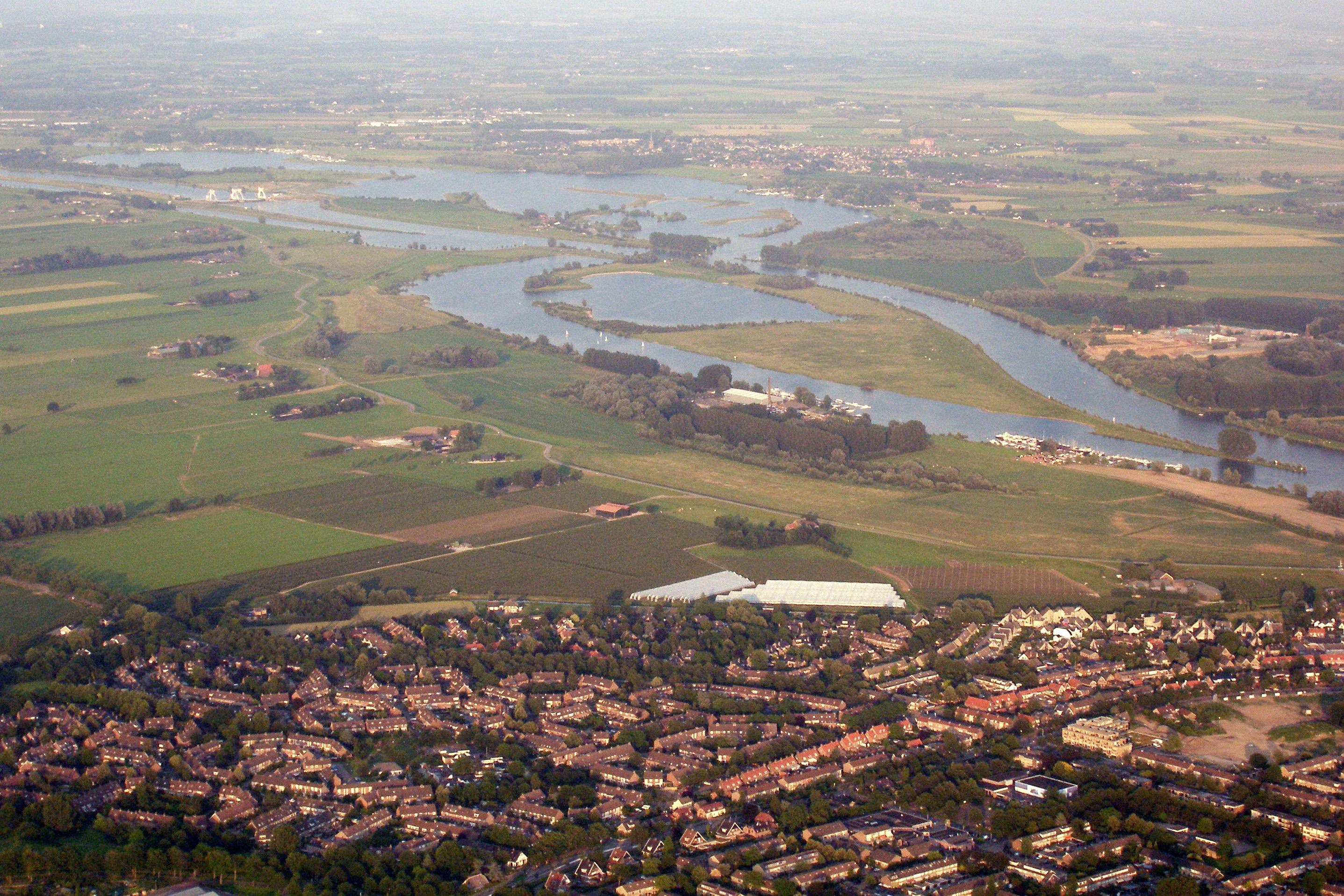
Het laatste stuk van de Nederrijn, bij Wijk bij Duurstede